# Forcadela y Nogaledo
Forcadela y Nogaledo (llamada oficialmente Santiago de Forcadela e Nogaledo) es una parroquia española del municipio de El Barco de Valdeorras, en la provincia de Orense, Galicia.

## Toponimia
La parroquia también es conocida por el nombre de Santiago de Forcadela y Nogaledo.

## Organización territorial
La parroquia está formada por dos entidades de población:

### Entidades de población
Entidades de población que forman parte de la parroquia:
- Forcadela

### Despoblado
Despoblado que forma parte de la parroquia:
- Nogaledo

## Demografía
| Gráfica de evolución demográfica de Forcadela y Nogaledo entre 2000 y 2022 |
|                                                                            |
| Datos según el nomenclátor publicado por el INE.                           |